# Arioka Miu
Arioka Miu (有岡 みう 17 tháng 8 năm 1995 –) là một nữ diễn viên khiêu dâm người Nhật Bản. Cô thuộc về công ti T-Powers. Tên cũ của cô là Shiiba Mikuru (椎葉 みくる).

## Sự nghiệp & Đời tư
Tháng 2/2018, cô ra mắt ngành phim khiêu dâm dưới tên Shiiba Mikuru với tư cách là nữ diễn viên độc quyền của OPPAI qua sản phẩm "Tân binh với núm vú tuyệt nhất trong lịch sử OPPAI - Bản phát hành gây sốc." Công ti chủ quản tại lúc đó là ARROWS.
1/10/2019, cô thông báo trên tài khoản Twitter chính thức rằng bản thân sẽ nghỉ việc trong cùng tháng.
4/9/2020, cô thông báo chuyển công ti sang T-Powers và trở lại hoạt động dưới tên Arioka Miu.
Cô sinh ra tại Tokyo. Sở thích của cô là xem anime, hóa trang, và nấu ăn. Kĩ năng đặc biệt của cô là chơi cầu lông và tự liếm núm vú của mình.
Tháng 10/2022, cô đã tham gia sự k iện phát hành dōjin "Yuruketto" với tư cách là người mẫu Punimoe.
Trong bảng xếp hạng sàn video FANZA hàng tuần ngày 13/3/2023, phim của cô "Một buổi chụp ảnh cá nhân với người mẫu hóa trang ngực lớn xinh đẹp! Ngực tuyệt vời! Trang phục gợi cảm tuyệt vời! Tôi không thể kiểm soát bản thân khi chụp ảnh cho người mẫu hóa trang thiên thần ngực lớn gợi cảm haha Tôi đã cưỡng ép quan hệ với cô ấy rất nhiều hahaha" (巨乳コスプレイヤーちゃんと二人っきりの個人撮影会 顔よし！乳良し！エロコス良し！ 三拍子そろったエロ天使な巨乳コスプレイヤーちゃんを撮りまくってたら制御不能w たっぷりと強引にハメまくりましたww) đã xếp thứ nhất.
Trong bảng xếp hạng sàn video FANZA hàng tuần ngày 15/5/2023, phim của cô "【Món quà mùa xuân】【Túi may mắn】Bản ghi không cắt của các phim được tuyển chọn kĩ càng! 15 phim trong 35 giờ! Bản ghi toàn bộ 2130 phút! BEST của cô gái dâm đãng với ngực lớn!!" (【祝春ギフト】【福袋】超絶大ヒット人気タイトル厳選ノーカット収録!15作品で35時間!まるごと2130分大収録!乳首びんびんどすけべ痴女BEST!!) (phát hành bởi Katsuo Bussan/ Mōsozoku) đã xếp thứ nhất.
22/5/2023, phim của cô "BAZOOKA khuyến mãi lớn phim hay với ngực lớn và gay cấn nhất bản giới hạn không cắt của mùa đông dành cho người hâm mộ dài 2749 phút" (BAZOOKA 冬の大感謝セール コスパ最強ノーカットベスト爆乳限定2749分) (BAZOOKA) đã xếp thứ nhất trên bảng xếp hạng sàn video FANZA hàng tuần.
Cô cũng đã tham gia chụp chuyển động cho phim "【VR】Cô gái xinh đẹp hoạt bát Meta Princess Jigen Airi! Bom tấn sau trường học Eighteen ra mắt!!" (【VR】メタプリンセス 次元アイリ 現役美少女! Eighteen（エイティーン） 放課後電撃デビュー!!) (Metapuri) phát hành vào tháng 9/2023.